# Lekkoatletyka na Letnich Igrzyskach Olimpijskich 2024 – bieg na 400 m przez płotki mężczyzn
Bieg na 400 m mężczyzn przez płotki XXXIII Letnich Igrzysk Olimpijskich w Paryżu odbył się w dniach 5–9 sierpnia 2024. Do rywalizacji przystąpiło 39 sportowców. Areną zawodów był Stade de France. Mistrzem olimpijskim został reprezentant Stanów Zjednoczonych, Rai Benjamin.

## Terminarz
| Data            | Godzina rozpoczęcia |            |
| 5 sierpnia 2024 | 10:05               | Eliminacje |
| 6 sierpnia 2024 | 12:00               | Repasaże   |
| 7 sierpnia 2024 | 19:35               | Półfinał   |
| 9 sierpnia 2024 | 21:45               | Finał      |

## Rekordy
Przed rozpoczęciem zawodów aktualny rekord świata i rekord olimpijski były następujące:
| WR | Karsten Warholm | 45,94 | Tokio | 3 sierpnia 2021 |
| OR | Karsten Warholm | 45,94 | Tokio | 3 sierpnia 2021 |

## Runda 1
Rozegrano 5 biegów eliminacyjnych. Do półfinału awansowało 3 pierwszych zawodników z każdego biegu oraz trzech z najlepszymi czasami. Pozostali zawodnicy którzy ukończyli bieg trafili do rundy repasaży.

### Bieg 1
| Poz. | Zawodnik        | Reprezentacja              | Czas  | Uwagi |
| ---- | --------------- | -------------------------- | ----- | ----- |
| 1.   | Rai Benjamin    | Stany Zjednoczone          | 48,82 | Q     |
| 2.   | Jaheel Hyde     | Jamajka                    | 49,08 | Q     |
| 3.   | Kyron McMaster  | Brytyjskie Wyspy Dziewicze | 49,24 | Q     |
| 4.   | Carl Bengtström | Szwecja                    | 49,34 |       |
| 5.   | Bassem Hemeida  | Katar                      | 49,82 |       |
| 6.   | Daiki Ogawa     | Japonia                    | 50,21 |       |
| 7.   | Matic Ian Guček | Słowenia                   | 50,30 |       |

### Bieg 2
| Poz. | Zawodnik          | Reprezentacja     | Czas  | Uwagi |
| ---- | ----------------- | ----------------- | ----- | ----- |
| 1.   | Karsten Warholm   | Norwegia          | 47,57 | Q     |
| 2.   | Clément Ducos     | Francja           | 47,69 | Q     |
| 3.   | Abderrahman Samba | Katar             | 48,35 | Q     |
| 4.   | Yeral Nuñez       | Dominikana        | 48,67 |       |
| 5.   | Trevor Bassitt    | Stany Zjednoczone | 49,38 |       |
| 6.   | Vít Müller        | Czechy            | 49,44 |       |
| 7.   | Oskar Edlund      | Szwecja           | 49,74 |       |
| 8.   | Xie Zhiyu         | Chiny             | 49,90 |       |

### Bieg 3
| Poz. | Zawodnik          | Reprezentacja     | Czas  | Uwagi |
| ---- | ----------------- | ----------------- | ----- | ----- |
| 1.   | Rasmus Mägi       | Estonia           | 48,62 | Q     |
| 2.   | CJ Allen          | Stany Zjednoczone | 48,64 | Q     |
| 3.   | Alison dos Santos | Brazylia          | 48,75 | Q     |
| 4.   | Emil Agyekum      | Niemcy            | 49,38 |       |
| 5.   | Victor Ntweng     | Botswana          | 49,59 |       |
| 6.   | Julien Bonvin     | Szwajcaria        | 49,82 |       |
| 7.   | Kaito Tsutsue     | Japonia           | 50,50 |       |
| 8.   | Yasmani Copello   | Turcja            | 50,72 |       |

### Bieg 4
| Poz. | Zawodnik           | Reprezentacja | Czas  | Uwagi |
| ---- | ------------------ | ------------- | ----- | ----- |
| 1.   | Roshawn Clarke     | Jamajka       | 48,17 | Q     |
| 2.   | Ezekiel Nathaniel  | Nigeria       | 48,38 | Q     |
| 3.   | Wilfried Happio    | Francja       | 48,42 | Q     |
| 4.   | Alessandro Sibilio | Włochy        | 48,83 | q     |
| 5.   | Wiseman Mukhobe    | Kenia         | 48,58 | q     |
| 6.   | Nick Smidt         | Holandia      | 48,64 | q     |
| 7.   | Gerald Drummond    | Kostaryka     | 48,80 |       |
| 8.   | Constantin Preis   | Niemcy        | 49,90 |       |

### Bieg 5
| Poz.           | Zawodnik          | Reprezentacja   | Czas  | Uwagi |
| -------------- | ----------------- | --------------- | ----- | ----- |
| 1.             | Malik James-King  | Jamajka         | 48,21 | Q     |
| 2.             | Matheus Lima      | Brazylia        | 48,90 | Q     |
| 3.             | Alastair Chalmers | Wielka Brytania | 48,98 | Q     |
| 4.             | Joshua Abuaku     | Niemcy          | 49:00 |       |
| 5.             | Berke Akçam       | Turcja          | 49,48 |       |
| 6.             | Ken Toyoda        | Japonia         | 53,62 |       |
|                | Ismail Abakar     | Katar           | DNS   |       |
| Peng Ming-yang | Chińskie Tajpej   | DNS             |       |       |

## Repasaże
Rozegrano 3 biegi. Do półfinału awansowało 2 pierwszych zawodników z każdego biegu.

### Bieg 1
| Poz. | Zawodnik        | Reprezentacja     | Czas  | Uwagi |
| ---- | --------------- | ----------------- | ----- | ----- |
| 1.   | Trevor Bassitt  | Stany Zjednoczone | 48,64 | Q     |
| 2.   | Emil Agyekum    | Niemcy            | 48,67 | Q     |
| 3.   | Vít Müller      | Czechy            | 48,96 |       |
| 4.   | Oskar Edlund    | Szwecja           | 48,99 |       |
| 5.   | Daiki Ogawa     | Japonia           | 49,25 |       |
| 6.   | Bassem Hemeida  | Katar             | 49,64 |       |
|      | Yasmani Copello | Turcja            | DNS   |       |

### Bieg 2
| Poz. | Zawodnik         | Reprezentacja | Czas  | Uwagi |
| ---- | ---------------- | ------------- | ----- | ----- |
| 1.   | Carl Bengtström  | Szwecja       | 48,63 | Q     |
| 2.   | Gerald Drummond  | Kostaryka     | 48,78 | Q     |
| 3.   | Victor Ntweng    | Botswana      | 48,88 |       |
| 4.   | Matic Ian Guček  | Słowenia      | 49,06 |       |
| 5.   | Constantin Preis | Niemcy        | 51,02 |       |
|      | Kaito Tsutsue    | Japonia       | DNS   |       |

### Bieg 3
| Poz. | Zawodnik      | Reprezentacja | Czas  | Uwagi |
| ---- | ------------- | ------------- | ----- | ----- |
| 1.   | Berke Akçam   | Turcja        | 48,72 | Q     |
| 2.   | Joshua Abuaku | Niemcy        | 48,87 | Q     |
| 3.   | Julien Bonvin | Szwajcaria    | 49,08 |       |
| 4.   | Xie Zhiyu     | Chiny         | 49,59 |       |
| 5.   | Yeral Nuñez   | Dominikana    | 53,68 |       |
|      | Ken Toyoda    | Japonia       | DNS   |       |

## Półfinały
Rozegrano 3 biegi. Do finału awansowało 2 pierwszych zawodników z każdego biegu oraz dwóch z najlepszymi czasami

### Bieg 1
| Poz. | Zawodnik          | Reprezentacja     | Czas  | Uwagi |
| ---- | ----------------- | ----------------- | ----- | ----- |
| 1.   | Karsten Warholm   | Norwegia          | 47,67 | Q     |
| 2.   | Clément Ducos     | Francja           | 47,85 | Q     |
| 3.   | Alison dos Santos | Brazylia          | 47,95 | q     |
| 4.   | Trevor Bassitt    | Stany Zjednoczone | 48,29 |       |
| 5.   | Ezekiel Nathaniel | Nigeria           | 48,65 |       |
| 6.   | Nick Smidt        | Holandia          | 49,61 |       |
| 7.   | Jaheel Hyde       | Jamajka           | 50,03 |       |
| 8.   | Joshua Abuaku     | Niemcy            | 50,19 |       |

### Bieg 2
| Poz. | Zawodnik           | Reprezentacja              | Czas  | Uwagi |
| ---- | ------------------ | -------------------------- | ----- | ----- |
| 1.   | Kyron McMaster     | Brytyjskie Wyspy Dziewicze | 48,15 | Q     |
| 2.   | Rasmus Mägi        | Estonia                    | 48,16 | Q     |
| 3.   | Abderrahman Samba  | Katar                      | 48,20 | q     |
| 4.   | CJ Allen           | Stany Zjednoczone          | 48,44 |       |
| 5.   | Emil Agyekum       | Niemcy                     | 48,78 |       |
| 6.   | Alessandro Sibilio | Włochy                     | 48,79 |       |
| 7.   | Malik James-King   | Jamajka                    | 48,85 |       |
| 8.   | Berke Akçam        | Turcja                     | 49,12 |       |

### Bieg 3
| Poz. | Zawodnik          | Reprezentacja     | Czas  | Uwagi |
| ---- | ----------------- | ----------------- | ----- | ----- |
| 1.   | Rai Benjamin      | Stany Zjednoczone | 47,85 | Q     |
| 2.   | Roshawn Clarke    | Jamajka           | 48,34 | Q     |
| 3.   | Wilfried Happio   | Francja           | 48,66 |       |
| 4.   | Matheus Lima      | Brazylia          | 49,08 |       |
| 5.   | Wiseman Mukhobe   | Kenia             | 49,22 |       |
| 6.   | Carl Bengtström   | Szwecja           | 49,56 |       |
| 7.   | Gerald Drummond   | Kostaryka         | 49,68 |       |
| 8.   | Alastair Chalmers | Wielka Brytania   | 56,52 |       |

## Finał
| Pozycja | Zawodnik           | Reprezentacja              | Czas  | Uwagi |
| ------- | ------------------ | -------------------------- | ----- | ----- |
| złoto   | Rai Benjamin       | Stany Zjednoczone          | 46,46 |       |
| srebro  | Karsten Warholm    | Norwegia                   | 47,06 |       |
| brąz    | Alison dos Santos  | Brazylia                   | 47,26 |       |
| 4.      | Clément Ducos      | Francja                    | 47,76 |       |
| 5.      | Kyron McMaster     | Brytyjskie Wyspy Dziewicze | 47,79 |       |
| 6.      | Abderrahman Sambal | Katar                      | 47,98 |       |
| 7.      | Rasmus Mägi        | Estonia                    | 52,53 |       |
| 8.      | Roshawn Clarke     | Jamajka                    | DNF   |       |